# Uller (Schiff, 1876)
Die 1876 gebaute Uller war ein Kanonenboot 2. Klasse der norwegischen Marine, das vor dem Ersten Weltkrieg zum Minenleger umgebaut wurde. Sie wurde im Zweiten Weltkrieg von der deutschen Kriegsmarine erbeutet und in Dienst gestellt, ging aber schon am 1. Mai 1940 nach einem Bombenangriff norwegischer Marineflieger verloren. Das Boot war benannt nach dem altnordischen Gott Uller.

## Bau und Technische Daten
Die Uller war eines von fünf Booten der Vale-Klasse, die in den Jahren 1874 bis 1876 auf der Carljohansværn Værft in Horten (Norwegen) für die norwegische Marine gebaut wurden. Ihre Schwesterschiffe waren Vale, Nor, Brage und Vidar. Die Boote waren für die Küstenverteidigung konzipiert. Die Uller wurde 1874 mit der Baunummer 55 auf Kiel gelegt, lief am 21. Juli 1876 vom Stapel und wurde noch im gleichen Jahr in Dienst gestellt. Sie war 27,3 m lang und 7,9 m breit, hatte maximal 2,2 m Tiefgang und verdrängte 238 Tonnen standard bzw. 250 t maximal. Der Antrieb bestand aus zwei Verbund-Dampfmaschinen mit 210 PS und ermöglichte eine Höchstgeschwindigkeit von 8 Knoten. Die Bunkerkapazität betrug 20 t Kohle, die Reichweite 600 Seemeilen. Das Boot war mit einer gezogenen 11-Zoll-Vorderlader-Kanone von Armstrong Elswick, zwei Hotchkiss-Revolverkanonen und einer 1-Pfünder-Schnellfeuerkanone bewaffnet. Die Besatzung zählte 38 Mann.
In den Jahren 1911–1913 wurden die fünf Boote der Klasse zu Minenlegern umgerüstet, die bis zu 50 Minen aufnehmen und legen konnten. Ihre Bewaffnung bestand nunmehr aus einem 12-cm-L/44-Armstrong-Schnellfeuergeschütz Modell Y und den drei 37-mm Kanonen.

## Schicksal
Die Uller versah Routinedienst in norwegischen Gewässern. Dazu gehörte nach dem Beginn des Zweiten Weltkriegs das Legen von defensiven Minensperren zum Schutz norwegischer Häfen und Schifffahrtswege. Während des deutschen Aufmarsches zum Angriff auf Norwegen ging der deutsche Frachter Sao Paulo (4297 BRT) der sogenannten Ersten Ausfuhr-Staffel am 9. April 1940 in einer Minensperre vor Bergen verloren, die von den beiden Minenlegern Uller und Tyr am selben Tag ausgebracht worden war. Noch am gleichen Tag wurde die Uller beim Minenlegen westlich von Bergen von den einlaufenden deutschen Kriegsschiffen überrascht und erbeutet.
Die Kriegsmarine nahm das Boot unter deutscher Flagge in Dienst und nutzte es zum Legen von Minensperren. Besatzung und Ausrüstung kamen von dem am 11. April auf Grund gelaufenen Minenschiff Schiff 111 (ex-Hanonia). Am 30. April 1940 marschierten die Uller und der inzwischen ebenfalls von der Kriegsmarine erbeutete Minenleger Tyr mit insgesamt 80 Minen an Bord zum Eingang des Sognefjords, der noch in norwegischer Hand war, um die dort befindlichen norwegischen Kriegsschiffe im Fjord zu blockieren. Norwegische Beobachter meldeten die Ankunft der beiden Schiffe aber noch ehe sie in den Fjord einfuhren, und sie wurden daraufhin abends gegen 22:00 Uhr von zwei MF.11-Seeaufklärern der norwegischen Marineflieger mit Bomben angegriffen. Alle neun abgeworfenen Bomben verfehlten allerdings ihre Ziele. Die beiden Minenleger fuhren weiter nach Norden in den Fjord hinein und begannen, ihre Minen zu legen. In den frühen Morgenstunden des 1. Mai, kurz nachdem die beiden Boote mit dem Minenwerfen begonnen hatten, lief die Uller bei der Insel Losneøy auf Grund. Abschleppversuche der Tyr waren erfolglos. Die Tyr legte danach erst einmal ihre eigenen Minen aus und kehrte dann zur Uller zurück, um einen erneuten Abschleppversuch zu machen. Dabei riss die zum Schleppen benutzte Ankerkette der Uller. Kurz darauf erfolgte ein erneuter Fliegerangriff, diesmal durch eine einzige Heinkel He 115 A-2, die F-58, der norwegischen 2. Marinefliegergruppe, die in zwei Anflügen eine 250-kg und vier 50-kg-Bomben abwarf. Eine davon detonierte unmittelbar neben der Bordwand der Uller und beschädigte diese so sehr, dass das Boot erheblichen Wassereinbruch erlitt. Da weitere Rettungsversuch sinnlos erschienen, übernahm die Tyr die Besatzung des Havaristen und sprengte dann das Boot mitsamt den noch an Bord befindlichen Minen.

## Kanonenboote 2. Klasse
Zwischen 1874 und 1894 baute die Carljohansværn Værft in Horten (Norwegen) insgesamt acht Kanonenboote 2. Klasse für die norwegische Marine. Die ersten fünf bildeten die Vale-Klasse, wobei die drei letzten Schiffe sich von den beiden ersten etwas unterschieden. Es folgten 1884 und 1887 zwei etwas größere Boote mit 26 cm-Krupp-Kanone und 1894 noch das Einzelboot Æger mit Doppelschraubenantrieb und geänderter Bewaffnung.
| Boot  | BauNr. | Stapellauf       | Größe         | Verbleib |
| ----- | ------ | ---------------- | ------------- | --- |
| Vale  | 54     | 14. April 1874   | 229 t, 27,3 m | Am 13. Mai 1940 von der Kriegsmarine erbeutet und als Hilfsschiff bis Kriegsende im Dienst                                            |
| Uller | 55     | 21. Juli 1876    | 229 t, 27,3 m | Am 10. April 1940 von der Kriegsmarine erbeutet und am 1. Mai 1940 in deutschem Dienst verloren.                                      |
| Nor   | 57     | 23. Oktober 1878 | 264 t, 28,9 m | Am 14. April 1940 von der Kriegsmarine erbeutet und als Hilfsschiff bis Kriegsende im Dienst.                                         |
| Brage | 58     | 1. November 1878 | 264 t, 28,9 m | Am 14. April 1940 von der Kriegsmarine erbeutet und als Hilfsschiff bis Kriegsende im Dienst.                                         |
| Vidar | 60     | 31. Januar 1882  | 264 t, 28,9 m | Am 14. April 1940 von der Kriegsmarine erbeutet und als Hilfsschiff NK 31 bis Kriegsende im Dienst.                                   |
| Gor   | 64     | 7. Mai 1884      | 273 t, 31,3 m | Am 13. Mai 1940 vom deutschen Minensuchboot M 1 vor Bremanger erbeutet und als Hilfsschiff der Kriegsmarine bis Kriegsende im Dienst. |
| Tyr   | 67     | 16. März 1887    | 273 t, 31,3 m | Am 20. April 1940 in Uskedal erbeutet und als Hilfsschiff Tyr der Kriegsmarine bis Kriegsende im Dienst.                              |
| Æger  | 73     | 1. Juli 1893     | 316 t, 33,2 m | einziges Doppelschraubenboot, 1932 gestrichen.                                                                                        |